# Málkov, Chomutov
Málkov là một làng thuộc huyện Chomutov, vùng Ústecký, Cộng hòa Séc.